# André Gunder Frank
 Der er for få eller ingen kildehenvisninger i denne artikel, hvilket er et problem. Du kan hjælpe ved at angive troværdige kilder til de påstande, som fremføres i artiklen.

Andre Gunder Frank (født 24. februar 1929, død 23. april 2005) var en marxistisk inspireret tysk historiker, som var en af grundlæggerne af afhængighedsteorien i 1960'erne.
Frank var født i Tyskland, men familien flygtede, da Adolf Hitler blev valgt til rigskansler. Frank fik sin uddannelse flere steder i Schweiz, hvor familien slog sig ned indtil de rejste til USA i 1941. Frank blev uddannet ved Swarthmore College og University of Chicago, hvor han fik doktorgraden i økonomi i 1957 efter at have skrevet en afhandling om sovjetisk landbrug under titlen Vækst og produktivitet i ukrainsk jordbrug fra 1928 til 1955. Ironisk nok var hovedcensor Milton Friedman, en mand hvis laissez faire-tilgang til økonomien skulle blive grundigt kritiseret af Frank senere.
I 1950- og 1960'erne underviste Frank ved amerikanske universiteter. I 1962 rejste han til Latinamerika, og begyndte en lang periode på vedvarende omrejse. Det arbejde, han er mest kendt for i denne periode, var stillingen som professor i sociologi og økonomi ved universitetet i Chile, hvor han blev involveret i de reformer, som fandt sted under Salvador Allendes regering. Efter, at Allendes regering blev styrtet ved statskuppet i Chile i 1973 flygtede Frank til Europa, hvor han fortsatte i en række stillinger. I 1994 blev han pensioneret som professor emeritus ved Universiteit van Amsterdam.
I løbet af sin karriere underviste og forskede Frank inden for antropologi, økonomi, geografi, historie, internationale relationer, statsvidenskab og sociologi ved ni universiteter i Nordamerika, tre i Latinamerika og fem i Europa. Han leverede talløse forelæsninger og seminarer ved flere universiteter og andre institutioner verden over på engelsk, fransk, spansk, portugisisk, italiensk, tysk og nederlandsk. Frank skrev meget om økonomi, social og økonomisk historie, samtidig om udvikling af verdenssystemet, ikke mindst om de industrielt udviklede lande og specielt den tredje verden og Latinamerika. Han udgav over 1.000 publikationer i 30 lande. Hans senere arbejder fokuserede på analysen af krisen i verdensøkonomien og på global verdenshistorie.
Han var gift med Marta Fuentes, som han forfattede en række studier om sociale bevægelser sammen med. De fik to børn. Marta døde i Amsterdam i juni 1993, mens Frank døde i Luxembourg i 2005.

## Arbejde og ideer
Frank var en flittig forfatter som udgav bøger om mange emner knyttet til økonomi og økonomisk historie. Et af de vigtigste tidlige arbejder var Capitalism and Underdevelopment in Latin America, mens han senere udgav arbejder som ReOrient: Global Economy in the Asian Age og The World System: Five Hundred Years or Five Thousand (med Barry Gills). Franks teorier er samlet om ideen om, at et lands økonomiske styrke bestemmer dets internationale magt. Han er også kendt for at mene, at kapitalisme er i modstrid med udviklingslandenes interesser.
Frank er mest kendt for sine påstande om "afhængig udvikling" som en årsag til, at landene i den 3. verden forblev uudviklede. Denne tradition stammer fra Latinamerika i 1950-erne, hvor udviklingsteoretikere mente, at de latinamerikanske lande befandt sig i en underkuet stilling dels i forhold til Europa, dels i forhold til USA betinget af:
at en række udenlandsk (fortrinsvis nordamerikansk) ejede virksomheder kontrollerede store dele af landenes økonomiske virksomhed,
at et nationalt borgerskab var tilknyttede disse udenlandske virksomheder og virkede til gavn for disse og til skade for opbygningen af en selvstændig (national) produktion og formueopbygning,
at landenes embedsstand og militær bistod med at beskytte de udenlandske interesser til skade for landenes egne borgere.
Disse forklaringer brugtes der efter som "dårlig undskyldning" for, at landenes tilstand var så elendig, som den var.
Frank tog udgangspunkt i disse tanker og hævdede, angiveligt som en marxistisk tradition, at de omtalte bindinger udgjorde et led i "undertrykkelsen" af landene, der angiveligt befandt sig i et centrum-periferi- eller metropol-satellit-forhold, hvorfor deres eneste mulighed for en selvstændig var et "revolutionært" opgør med disse udenlandske kræfter. Først og sidst var hans påstande udtryk for et politisk kampskrift beregnet på at imødegå den videnskabelige legitimitet, der lå til grund for de latinamerikanske regeringers laissez faire-politik. Franks påstande lod sig i marxistisk teori udvikle til en hel kæde af sådanne afhængighedsforhold dels på internationalt plan (mellem lande), dels på nationalplan (mellem hovedstad og provinser), dels på regionalt plan (mellem større og mindre byer og mellem by og land).
Det er åbenlyst, at Franks påstande er uholdbare. Først og fremmest vil næsten ethvert sted dels kunne siges at "befinde sig i afhængighed" af et andet sted, dels selv "dominere" andre steder, hvorved begrebernes klarhed undergraves og enhver forklaringsevne skrider. Desuden er historien fuld af eksempler på, at områder, der i princippet ikke skulle være i stand til at udvikle sig, alligevel har gjort det, hvilket viser, at bindingspåstanden er alt for forenklet. Desuden har hans påstande karakter af klassisk "syndebuk-teori", hvor det alene gælder om at lægge skylden hos andre for selv at gå fri. Endelig set ideologisk er Franks teori den klassiske marxistiske "klassekamp"-teori løftet op på det internationale plan.